# Chrysolina dalailamai
Chrysolina dalailamai é uma espécie de artrópode pertencente à família Chrysomelidae.